# Ditassa arianeae
Ditassa arianeae é uma espécie de planta da família Apocynaceae encontrada no Brasil nos estados da Bahia e Espírito Santo descrita em 1984. Segundo a portaria nº 37-N, de 3 de abril de 1992 o IBAMA considera esta espécie ameaçada de extinção.